# Округ Вилкокс (Џорџија)
Округ Вилкокс (енгл. Wilcox County) је округ у америчкој савезној држави Џорџија.

## Демографија
По попису из 2010. године број становника је 9.255, што је 678 (7,9%) становника више него 2000. године.
| Група             | 2000.         | 2010.         |
| Белци             | 5.299 (61,8%) | 5.544 (59,9%) |
| Афроамериканци    | 3.106 (36,2%) | 3.252 (35,1%) |
| Азијати           | 14 (0,2%)     | 42 (0,5%)     |
| Хиспаноамериканци | 139 (1,6%)    | 338 (3,7%)    |
| Укупно            | 8.577         | 9.255         |